# Ludwig von Angelelli de Malvezzi
Ludwig Marquis von Angelelli de Malvezzi, auch: Ludwig von Angenelli (* 1716 in Bologna; † 5. März 1797 ebenda) war ein preußischer Generalmajor und Führer eines Freibataillons, später wurde er hessen-kasselscher Generalleutnant.

## Leben
Er entstammt einer Adelsfamilie aus Bologna und stand zunächst in holländischen Diensten. Am 6. August 1741 wurde er Hauptmann im Kurbayrischen Regiment „Graf von Preysing“ und war von 1741 bis 1745 im Ersten und Zweiten Schlesischen Krieg. Am 9. Juli 1745 wurde er Oberst beim bayerischen Leib-Infanterie-Regiment und am 26. August 1746 Generaladjutant. Im Feldzug von 1747/48 kämpfte er in Holland. Am 2. November 1748 wurde er Oberst im 1. Regiment Oranien-Nassau in Holland. 1755 wurde er bei den Kämpfen um Donauwörth verwundet. Er nahm 1756 erneut Abschied aus holländischen Diensten. Im Dezember 1756 kam er nach Dresden, um in preußische Dienste zu treten. Für den Siebenjährigen Krieg warb er ein Freibataillon in Merseburg an und wurde im März 1758 zum Generalmajor ernannt. Mit dem Regiment nahm er an den Kämpfen in Schlesien und Böhmen teil. Schon im März 1760 suchte er um seine Entlassung nach, die auch bewilligt wurde. Das Freibataillon wurde zum Freibataillon „Collignon“ umformiert. Angelelli ging zurück nach Italien, blieb aber mit König Friedrich II. in brieflichem Kontakt. Ab 1767 war er im Senat von Bologna und traf 1775 auch Lessing.
In Italien traf er auch den Landgrafen von Hessen-Kassel, der ihn in seine Dienste nahm. So wurde er 1773 Generalleutnant und Chef eines Grenadierregiments in Hessen-Kassel. Er wurde Ritter des hessischen Hausordens vom Goldenen Löwen und des Pour la vertu militaire. 1779 übernahm er von General Trümbach dessen Regiment. 1784 schied er aus dem Dienst aus und kehrte nach Bologna zurück.